# Волжские казаки
Волжские казаки (волгские казаки, волгари́, во́лгцы) — казачество, проживающее на Средней и Нижней Волге.

## История

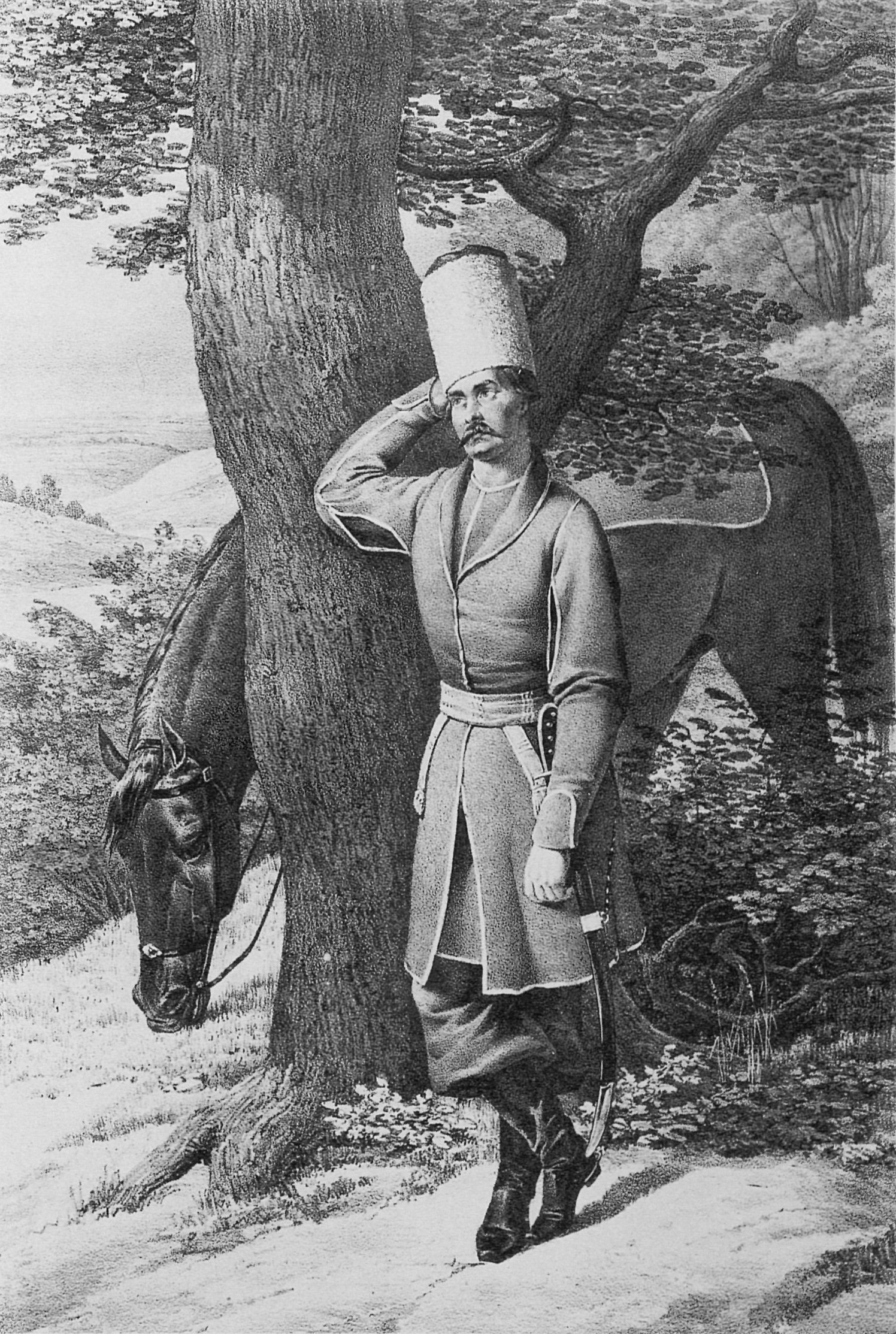
Волжский казак, 1774 год.

Казаки на Волге появились в XVI столетии, и это были всякого рода беглые из Московского государства и выходцы с Дона.
Впервые казаки упоминаются на Нижней Волге в связи с походами по завоеванию Астрахани в 1554 году. В войске Ю. И. Шемяки-Пронского и А. В. Вяземского находился отряд атамана Фёдора Павлова. Казаки совместно с конницей Вяземского разгромили Ямгурчея у Чёрного острова. Во время похода 1556 года, для окончательного присоединения Астрахани, в русском войске находились отряды атаманов Колупаева и Ляпуна Филимонова. Это были донские казаки, вернувшиеся после операций под Астраханью в район Волго-Донской Переволоки.
Помимо городовых казаков Приволжского края, в этот период времени сплотилась прочно и вольная община волжских казаков, исчезнувшая к 1610 году, так как вольным казакам, промышлявшим «воровствами», не было удобно жить в учреждаемых государем острогах, городках и крепостицах и они устремлялись на Терек, Яик и Дон. А упоминаемые с 1560 году «волгские казаки» — те же самые донские казаки, промышлявшие разбоем в районе Жигулей. Правда, историк астраханского казачьего войска И. А. Бирюков считал, что часть казаков после присоединения к Астрахани осталась в ней на службе. Однако источники XVI — XVII веков не фиксируют на Нижней Волге (и в частности, в Астрахани) никаких казаков, кроме «воровских». Более того, Астраханский край был, пожалуй, единственным исключением на южной границе Русского государства, где не фиксируются городовые казаки как категория служилых людей по прибору. Казаки же, направленные после «смуты» на службу в Астрахань, были переведены на положение стрельцов, что, естественно, изменило и их социальный статус.
В 1698 году после бунта московских стрельцов часть из них по указу Петра I были высланы в Красный Яр, Черный Яр, Царицын, Камышин и Саратов. «Из них красноярские приняли название красноярских казаков, черноярские остались при имени стрельцов; камышинские были известны под именем солдат, а саратовские — ружников». Численность этих формирований колебалась от 200 до 250 человек. В первой половине XVIII века городовые команды в нижневолжских городах получают наименования казачьих.
В 1718 — 1720 годах по повелению Петра I создается Царицынская сторожевая линия между Доном и Волгой. Линию предполагалось заселить донскими казаками, но в 1733 году было решено казаков-переселенцев перевести на Волгу и образовать из них Волжское казачье войско.
Волжское казачье войско образовано в 1734 году указом императрицы Анны Иоанновны на территории проживания волжских казаков. После Пугачёвского восстания в 1777 году указом императрицы Екатерины II было передислоцировано на реку Терек с сохранением всех воинских атрибутов. Оставшиеся волжские казаки на Средней Волге, были преобразованы в самостоятельный Волжский казачий полк, присоединённый к Астраханскому казачьему войску 7 января 1804 года.
После распада СССР дано начало возрождению волжского казачества, была учреждена некоммерческая организация Волжское войсковое казачье общество.